# Prix de littérature générale
Le prix de littérature-générale est un prix de littérature décerné uniquement en 1992, 1993 et 1994 par l’Académie française. 

## Liste des lauréats
- 1992 : 
  - Philippe de Baleine pour Voyage espiègle et romanesque sur le petit train du Congo
  - Philippe Barthelet pour L’Étrangleur de perroquets
  - Henry Bauchau pour l'ensemble de son œuvre romanesque et poétique
  - Pierre Zoberman (1955-....) pour Les Panégyriques du roi
- 1993 : 
  - Frédéric S. Eigeldinger (1945-....) pour Des pierres dans mon jardin. Les années neuchâteloises de J.-J. Rousseau et la crise de 1765
  - Jean-Georges Prosper pour Chants planétaires
- 1994 : 
  - Jean-Jacques Brochier pour Maupassant, Une journée particulière
  - Pierre Grenaud pour La Littérature au soleil du Maghreb, de l’Antiquité à nos jours
  - Jean-Claude Snyders pour Père et fils